# IOS 18
iOS 18 — восемнадцатая версия мобильной операционной системы iOS, разрабатываемой Apple для линейки продуктов iPhone. Была анонсирована 10 июня 2024 года на WWDC 2024 вместе с iPadOS 18, macOS Sequoia, watchOS 11, visionOS 2 и tvOS 18. Как и в каждом выпуске, начиная с iOS 4, обновления доступны пользователям без дополнительной оплаты.
Будучи преемником iOS 17, iOS 18 увидела бета-версию для разработчиков вскоре после WWDC. Публичные бета-версии состоялись в июле, а операционная система была публично выпущена в сентябре 2024 года. Устройства с встроенной системой A14 Bionic и более поздних версий будут полностью поддерживаться, в то время как устройства с чипами A12 Bionic и A13 Bionic будут иметь ограниченную поддержку.

## Возможности системы

### Искусственный интеллект (Apple Intelligence)
Apple Intelligence доступна в iOS 18.1 и более поздних версиях на моделях iPhone 15 Pro и iPhone 15 Pro Max, а также на моделях iPhone 16 и iPhone 16 Pro. Apple Intelligence добавляет возможности искусственного интеллекта (ИИ) и широкие возможности интеграции языковых моделей в Siri и другие функции операционной системы, такие как приложение «Фото». Функции Apple Intelligence будут постепенно внедряться в нескольких предстоящих обновлениях. Эти функции не были включены в первоначальный выпуск моделей iPhone 16.
ИИ в основном будет использоваться на устройстве, а более сложные запросы будут отправляться для обработки на серверах.
Изначально выход Apple Intelligence был анонсирован только на территории США на английском языке. Поддержка Apple Intelligence на русском языке не была объявлена на момент 2025 года. Смартфоны с аккаунтами Apple ID, привязанными к США, но работающие на других языках, получили лишь один инструмент Apple Intelligence для редактирования фото — Clean up (волшебный ластик).

### Калькулятор
В калькуляторе iOS 18 появилась новая функция «Математические заметки», которая позволяет пользователям выполнять вычисления на отдельных листах, решать математические уравнения и рисовать графики основанные на основе описанных функциях. Благодаря встроенному распознаванию рукописного ввода «Математические заметки» автоматически оценивает вводимые пользователем данные и отображает результаты, написанные от руки. Обновленное приложение Калькулятор, которое теперь доступно для iOS и iPad OS, знаменует собой первый официальный калькулятор, доступный для iPad.

### Сообщения
Apple обязалась внедрить Rich Communication Services (RCS) в 2024 году в iOS 18. Они будут использоваться вместо SMS или MMS, если они доступны на обоих устройствах, чтобы обеспечить более качественное общение с устройствами сторонних производителей, не поддерживающими iMessage.

### Siri
Siri будет использовать большие языковые модели, чтобы сделать интеграцию ярлыков более доступной. Ходят слухи, что у Siri будут улучшенные возможности общения и улучшенная персонализация.

### Фотографии
iOS 18 включает в себя значительный редизайн приложения «Фото». Слайд-шоу, известные как коллекции, теперь автоматически генерируются и отображаются в верхней части экрана. Была добавлена поддержка кодирования/декодирования в соответствии со стандартом ISO 21496-1 gain map для HDR-изображений, что обеспечивает кроссплатформенную HDR-совместимость, сохраняя при этом обратную совместимость с SDR-дисплеями. Этот редизайн вызвал негативную реакцию многих пользователей, которые сочли его слишком запутанным, и считается самым противоречивым изменением в iOS 18.

### Домашний экран
iOS 18 позволила пользователям настраивать цвет иконок, а также положение и размер иконок на главном экране. Для сторонних приложений и сторонних разработчиков стал доступен переключатель для активации значков в темном режиме. В предыдущих версиях iOS значки располагались в заданной сетке (примагничивались к верхней части экрана), но теперь пользователям стало доступно размещать их где угодно. Если зажать палец на иконке, стало возможным превращать иконки в виджеты, а так же изменять размер виджета, если виджеты разного размера были предусмотрены разработчиком.
В августе 2024 года была представлена новая функция, которая позволяет пользователям редактировать домашний экран iPhone с помощью видеоповтора iPhone. Стала доступна в последних бета-версиях iOS 18 и iOS 18.1.

### Пункт управления
В iOS 18 был изменен дизайн Пункта управления, что позволило использовать несколько страниц Пункта элементов управления, кнопки с возможностью изменения размера и элементы управления сторонних производителей.

### Пароли
Apple представила приложение «Пароли» — менеджер паролей, призванный упростить управление паролями для веб-сайтов, приложений, Wi-Fi и проверочных кодов. Это новое приложение в значительной степени вдохновлено разделом паролей, который ранее находился в «Настройках». Новое приложение заменило данный раздел, включив в себя так же Wi-Fi пароли. Все ранее добавленные пароли и коды в «Настройках» автоматически перемещаются в приложение «Пароли» после обновления.

### Блокировка/скрытие приложений
В iOS 18 приложения, которые видны пользователю, могут быть заблокированы или скрыты. Для запуска заблокированных приложений требуется проверка подлинности с помощью пароля или биометрических данных. Скрытые приложения перемещаются в специальную «скрытую» папку в библиотеке приложений; для доступа к этой папке требуется проверка подлинности с помощью пароля или биометрических данных. Скрытые приложения не отображаются в других местах телефона, таких как предложения Siri и приложение «Настройки».

### Восстановить системы при помощи другого iPhone
iOS 18 включает в себя функцию RecoveryOS для серии iPhone 16, которая позволяет пользователям восстанавливать прошивку с другого iPhone 16 по беспроводной сети. В то время как все устройства iPhone под управлением iOS 18 способны восстанавливать прошивку для устройства iPhone 16, беспроводное восстановление прошивки может работать только между устройствами iPhone 16. Ранее эта функция позволяла при помощи iPhone восстанавливать прошивку Apple TV и Apple Watch.

### Другое
Во время записи видео в приложении «Камера» стало доступным ставить запись на паузу.
В версии iOS 18.1 iOS позволяет обнаружить и отобразить информацию о состоянии батареи, изготовленной сторонними производителями.
С iOS 18.2 пользователи могут поделиться ссылкой с другими пользователями или авиакомпаниями, чтобы отслеживать местоположение авиационных жетонов или других аксессуаров в приложении «Локатор».
Стало известно, что была добавлена новая функция безопасности, которая перезагружает iPhone после 72 часов бездействия, для затруднения взлома, что исследователи подтвердили, изучив код iOS 18.1.

## Поддерживаемые устройства
Для iOS 18 требуются iPhone с процессором A12 Bionic или новее. Он поддерживает те же устройства, что и iOS 17.
Для функций Apple Intelligence требуется процессор A17 Pro SoC или более новая модель, доступно только на iPhone 15 Pro и iPhone 15 Pro Max. iPhone 16 и iPhone 16 Pro с процессорами A18 и A18 Pro SoC также поддерживают Apple Intelligence и все функции.
iPhone SE (2-го поколения) и iPhone SE (3-го поколения) — единственные поддерживаемые iPhone, которые имеют Touch ID и кнопку «Домой».
Однако iPhone с SoC A12 Bionic и A13 Bionic имеют ограниченную поддержку в то время как iPhone с SoC A14 Bionic и более поздних версий поддерживаются полностью.
Ниже перечислены модели iPhone, поддерживающие iOS 18.
- iPhone XS и iPhone XS Max
- iPhone XR
- iPhone 11
- iPhone 11 Pro и iPhone 11 Pro Max
- iPhone SE (2-го поколения)
- iPhone 12 и iPhone 12 mini
- iPhone 12 Pro и iPhone 12 Pro Max
- iPhone 13 и iPhone 13 mini
- iPhone 13 Pro и iPhone 13 Pro Max
- iPhone SE (3-го поколения)
- iPhone 14 и iPhone 14 Plus
- iPhone 14 Pro и iPhone 14 Pro Max
- iPhone 15 и iPhone 15 Plus
- iPhone 15 Pro и iPhone 15 Pro Max
- iPhone 16 и iPhone 16 Plus
- iPhone 16 Pro и iPhone 16 Pro Max
- iPhone 16e

## Восприятие
Критики и пользователи в целом положительно оценивали iOS 18. Критики обратили внимание на функцию пересказа новостей с использованием искусственного интеллекта (Apple Intelligence). Новостное агентство ВВС раскритиковало Apple за то, как встроенные алгоритмы iOS 18 интерпретируют новостные сообщения. Привели примеры «галлюцинаций» нейросети: iPhone по ошибке назвал победителя ещё не прошедшего спортивного турнира, сообщил о несуществующих, но очень серьёзных переменах в личной жизни одного из спортсменов Рафаэля Надаля. Apple пообещала внести изменения в работу iOS 18 и в ближайшее время выжимки новостей начнут помечаться как созданные нейросетью.
Пользователи высказывали разные мнения об iOS 18. Некоторые были недовольны редизайном приложения «Фотографии». Другие отмечали, что после установки свежей версии программного обеспечения смартфон стал работать гораздо лучше. При этом были и жалобы: пользователи по всему миру сообщали о проблемах с работой iOS 18, среди которых быстрая разрядка смартфона, некорректная работа приложений, отсутствие вибрации при звонке и другие.

## История выпуска
Первая бета-версия iOS 18 для разработчиков была выпущена 10 июня 2024 года. Первая общедоступная бета-версия была выпущена 15 июля 2024 года.

### История версий
|  | Предыдущий выпуск |  | Последний выпуск |  | Версия для разработчиков |

| Версия             | Номер сборки | Дата выхода                  | Примечания к выпуску |  |
| ------------------ | ------------ | ---------------------------- | --- |  |
| 18.0 Beta 1        | 22A5282m     | 10.06.2024; 14 месяцев назад | |  |
| 18.0 Beta 2        | 22A5297f     | 24.06.2024; 13 месяцев назад | - Доступна функция iPhone Mirroring для дистанционного управления смартфоном со своего Mac. - Доступна функция SharePlay для дистанционного управления устройством другого пользователя. - Кнопка питания в «Пункте управления» получила более выраженную вибрацию. - В приложении «Пароли» появилась кнопка «+» для быстрого добавления новых данных учётной записи. - Иконка App Store на главном экране получила тёмную тему. - В «Настройках» в разделе «Сообщения» появился переключатель «RCS-сообщения». |  |
| 18.0 Beta 3        | 22A5307f     | 08.07.2024; 13 месяцев назад | - Появилась кнопка для выбора нескольких изображений в приложении Фото вверху экрана. - Некоторые сторонние приложения тоже могут иметь темную иконку при желании разработчиков. - Новые встроенные обои которые умеют менять цветовую схему по времени суток. - В интерфейсе динамического острова появилась возможность настроить интенсивность и уровень рассеивания света фонарика. - Теперь можно настроить RCS в приложения «Сообщения», но работает только в США. - Иконку приложения «Карты» переработали. - Состоялся релиз функции InSight для определения актера в фильме или играющей в данный момент песни (аналог Shazam). - Эмодзи на клавиатуре стали более крупными. |  |
| 18.0 Beta 3 Update | 22A5307i     | 15.07.2024; 13 месяцев назад | Public Beta 1 - Клавиатура Эмодзи вернулась к виду как в iOS 17, включая сетку смайликов и иконки категорий эмодзи. |  |
| 18.0 Beta 4        | 22A5316j     | 23.07.2024; 12 месяцев назад | Public Beta 2 - Скрытая папка в Библиотеке приложений iPhone получила новый дизайн. - Добавлены новые варианты обоев в светлом и темном режиме для CarPlay. - Изменилась иконка приложения «Акции». - При выводе экрана iPhone на Mac с macOS Sequoia можно изменить размер окна с дисплеем смартфона. - В Пункте управления появился новый переключатель, связанный с Bluetooth, но он пока не активен. - В AssistiveTouch стала доступна кнопка для ввода текста для Siri. - Камера получила новый переключатель «Controls Menu». - Новый интерфейс фонарика стал доступен не только на Pro-версиях последних iPhone. - В приложении «Книги» появился тёмный фон в разделе «Продолжить». - Поменялся дизайн значка на экране блокировки при использовании функции iPhone Mirroring. - Появилась возможность включить поддержку RCS-сообщений в Европе и Великобритании. - Используя светлый режим, можно устанавливать виджеты тёмной темы. |  |
| 18.0 Beta 5        | 22A5326f     | 05.08.2024; 12 месяцев назад | Public Beta 3 - В приложении Фото убрали карусель подборок. - В Safari появилась функция Distraction Control, отключающая раздражители на сайтах. |  |
| 18.0 Beta 6        | 22A5338b     | 12.08.2024; 12 месяцев назад | Public Beta 4 - Обновленный дизайн коллекции альбомов в приложении Фото. Каждый альбом имеет отдельную карточку с главной миниатюрой слева. - Тумблер Bluetooth теперь можно разместить на экране блокировки вместо одной из кнопок и в Пункте управления. - При активации тёмного режима иконки приложений в уведомлениях теперь тёмные. - При настройке цветов иконок на домашнем экране их цвет адаптируется под обои. - В приложении Apple Music раздел Обзор теперь называется Новое. |  |
| 18.0 Beta 7        | 22B5007p     | 21.08.2024; 11 месяцев назад | Public Beta 5 |  |
| 18.0 Beta 8        | 22B5007p     | 29.08.2024; 11 месяцев назад | Public Beta 6 |  |
| 18.0 RC            | 22A3354      | 09.09.2024; 11 месяцев назад | |  |
| 18.0               | 22A3354      | 16.09.2024; 11 месяцев назад | - Добавлена кнопка паузы при съёмке видео. |  |
| 18.1 Beta 1        | 22B5007p     | 29.07.2024; 12 месяцев назад | |  |
| 18.1 Beta 2        | 22B5023e     | 12.08.2024; 12 месяцев назад | |  |
| 18.1 Beta 3        | 22B5034e     | 28.08.2024; 12 месяцев назад | |  |
| 18.1 Beta 4        | 22B5045g     | 17.09.2024; 11 месяцев назад | Public Beta 1 - В Пункт управления произошёл очередной редизайн раздела связи и подключений. - Эмодзи на клавиатуре стали крупнее и теперь располагаются в 4 ряда. Также убраны названия категорий. - В печатном режиме при начале ввода запроса, ассистент Siri предложит варианты действий. - В Фото перелистывание из разделов в саму медиатеку теперь происходит плавнее, без заметной паузы. - Для всех iPhone, поддерживающих это обновление, теперь тоже появилась возможность записи телефонного разговора. - Добавлена кнопка паузы при съёмке видео. - Обновлённый красочный интерфейс настройки голосового ассистента Siri. - Добавлены новые анимации открытия альбомов и плейлистов, а также жест вниз для выхода из них в Apple Music. |  |
| 18.1 Beta 5        | 22B5054e     | 23.09.2024; 10 месяцев назад | Public Beta 2 - В Пункте управления теперь появилась возможность вывести больше виджетов для категории «связь и подключения» отдельно. - В Настройках опция сбросить Пункт управления до заводского состояния. - В разделе Экран и яркость в Настройках обновлены превью для оформления и масштаба с фирменными обоями iOS 18. - В галерее виджетов снова появилась кнопка «Быстрая заметка» для экрана блокировки. - В Пункте управления изменена иконка Уровня звука в наушниках. - В Camera Control добавлен переключатель на новый режим «Селфи», который при прокрутке по кнопке селектора в iPhone 16 переключает камеру на фронтальную. - Для iPhone Mirroring добавлен функционал Drag & Drop для быстрого перемещения изображений между iPhone и Mac прямо в режиме зеркалирования экрана iPhone. - Иконка Apple Intelligence в Настройках теперь также имеет тёмную версию в аналогичном с другими иконками дизайне. - В Заметки добавлена новая кнопка вызова функций Apple Intelligence для работы с текстом — перефразирования и суммаризации. |  |
| 18.0.1             | 22A3370      | 03.10.2024; 10 месяцев назад | |  |
| 18.1 RC            | 22B82        | 21.10.2024; 9 месяцев назад  | Исправление ошибок. |  |
| 18.1               | 22B83        | 28.10.2024; 9 месяцев назад  | |  |
| 18.1.1             | 22B91        | 19.11.2024; 9 месяцев назад  | |  |
| 18.2               | 22C152       | 11.12.2024; 8 месяцев назад  | |  |
| 18.2.1             | 22C161       | 06.01.2025; 7 месяцев назад  | Исправление ошибок |  |
| 18.3               | 22D63        | 27.01.2025; 6 месяцев назад  | Исправлены ошибки и добавлены улучшения: - При повторном касании знака равенства в Калькуляторе снова выполняется предыдущее математическое действие. - Исправлена ошибка, из‑за которой клавиатура могла исчезать с экрана при вводе текстового запроса к Siri. - Исправлена ошибка, из‑за которой песня могла воспроизводиться до конца, хотя пользователь уже закрыл приложение «Музыка». |  |
| 18.3.1             | 22D72        | 10.02.2025; 6 месяцев назад  | Исправлены ошибки и обновление системы безопасности. |  |
| 18.3.2             | 22D82        | 11.03.2025; 5 месяцев назад  | Исправлены ошибки и обновление системы безопасности. |  |
| 18.4               | 22E240       | 31.03.2025; 4 месяца назад   | Исправлены ошибки и обновление системы безопасности. |  |
| 18.4.1             | 22E252       | 16.04.2025; 4 месяца назад   | Исправлены ошибки и обновление системы безопасности. |  |
| 18.5               | 22F76        | 12.05.2025; 3 месяца назад   | Исправлены ошибки и добавлены улучшения: - Поддержка SMS-сообщений по спутниковой связи для iPhone 13; - Уведомления от «Экранного времени» при включении «Семейного доступа»; - Возможность совершения покупок Apple TV; - Обои из коллекции Pride 2025. |  |
| 18.6               | 22G86        | 29.07.2025; 22 дня назад     | Эта версия содержит важные обновления функций безопасности и исправления ошибок. Помимо прочего, устранена проблема в приложении «Фото», которая могла препятствовать отправке фильмов-воспоминаний. |  |
| 18.6.1             | 22G90        | 14.08.2025; 6 дней назад     | |  |
| 18.6.2             | 22G100       | 20.08.2025; 23 часа назад    | |  |